# 2002 (álbum de Cusco)
2002 es un álbum de Música New Age de la banda alemana Cusco, lanzado en 1993. 

## Pistas
1. Sea Planet
2. Australia
3. Island Turtles
4. Ersosion
5. Ancient People
6. Unknown Paradise
7. Didjeridoo
8. From A Higher Point
9. Earth Waltz

- Datos: Q10843339